# Y. Последний мужчина
«Y. Последний мужчина» (англ. Y: The Last Man) — постапокалиптический научно-фантастический комикс Брайана Вона и Пии Гуерры, публиковавшийся издательством «Vertigo» с 2002 года. Серия повествует о единственном мужчине, пережившем очевидную смерть каждого млекопитающего мужского пола на Земле. Источником вдохновения для создателей послужил эпизод «Consider Her Ways» 1964 года сериала «Альфред Хичкок представляет», где болезнь также убивает всех мужчин на Земле и общество принимает матриархальную форму. Комикс насчитывает 60 выпусков, изданных «Vertigo» и собранных позднее в 10 томов коллекционных изданий (а также в 5 томов формата люкс). Обложки к выпускам серии изначально рисовали Джей Джи Джонс и Массимо Карнивале. Серия получила пять премий Айснера.

## Сюжет

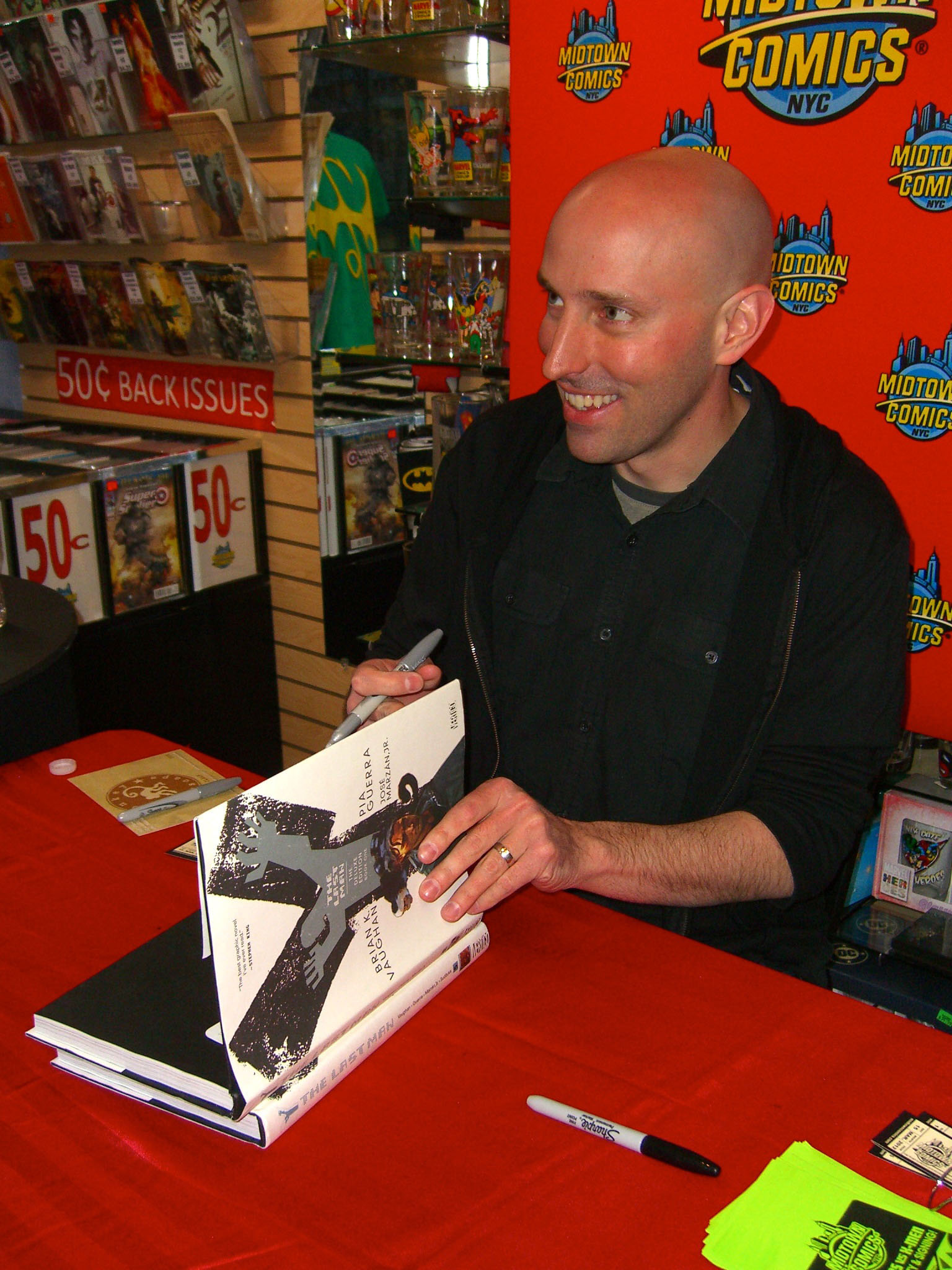
Сценарист Брайан Вон подписывает коллекционное издание серии в магазине «Midtown Comics», расположенном в Манхэттене

Неизвестная болезнь в считанные минуты убивает всех мужских особей на планете. В живых остается лишь один юноша по имени Йорик Браун и его питомец капуцин Амперсенд. Поняв, что произошло, он вынужден скрываться от окружающих его женщин, многие из которых впали в религиозный фанатизм по мужчинам. Позже его находит таинственная незнакомка, представившаяся правительственным агентом 355, она просит Йорика помочь ей найти женщину-учёную по имени Элисон Манн, которая, возможно, знает, почему погибли мужчины и как это исправить. Йорик заинтересован в поисках своей невесты Бэт, но соглашается пойти с 355. Вскоре они находят доктора Манн, но в этот момент кто-то сжигает её лабораторию и Йорику и его спутницам приходится отправиться в путешествие по миру, чтобы узнать, что убило всех мужчин, почему Йорик и Амперсенд выжили и как это поможет спасти планету от вымирания.
В пути им предстоит пережить много опасных приключений, найти новых друзей, таких как женщина-космонавт Сиба, русская женщина-офицер Наталья, австралийская подводница Роуз и другие, а также схлестнуться с врагами, озверевшими амазонками, сбежавшими преступницами и группой агентов Моссада во главе с эгоистичной генеральшей Альтер.

## Основные персонажи
- Йорик Браун — последний мужчина оставшийся в живых, когда в мире наступила внезапная смерть всех мужских особей, как человеческих, так и животных. Его отец был поклонником Шекспира, потому и назвал своих детей в честь его персонажей. До катастрофы зарабатывал на жизнь уличными фокусами в стиле Гудини. Впоследствии его навыки пригодились ему в трудных ситуациях.
- Амперсенд — обезьяна-капуцин, которая жила у Йорика, также оказался единственным живым самцом не только своего вида, но и животного мира вообще. Сопровождает Йорика и, видимо, является ключом ко многим загадкам.
- 355 — чернокожая женщина, является агентом так называемой калперовской группы, хорошо обучена, готова к любым неожиданностям.
- Элисон Манн — женщина-учёный, возможно, знает, что вызвало катастрофу.
- Хиро Браун — старшая сестра Йорика, некоторое время была в группе воинственных амазонок, считавших мужчин злом и готовых уничтожить их, если те попадут им в руки. При попытке убить Йорика была обезврежена его спутницами и передана на перевоспитание жительницам городка, где они были. Позже нагнала компанию своего брата, чтобы помогать им.
- Наталья Замятина — русский офицер, прибыла, чтобы спасти русского космонавта, эвакуировавшегося с МКС, но, так как тот погиб, присоединилась к Йорику в его миссии.
- Сиба — космонавт. Была спасена из горящего космического корабля своими товарищами—мужчинами, которые при этом погибли. Оказалась беременной и впоследствии родила мальчика.
- Бэт Девиль — девушка Йорика. Говорила с ним по телефону в момент катастрофы и не успела ответить на его предложение о браке, когда их разъединили.
- Альтер Целон — самопровозглашённая генерал армии обороны Израиля, ищет Йорика, чтобы сделать Израиль единственным государством с мужчинами. Жестока даже к своим подчинённым.

## Чума
Источник чумы, стёршей с лица Земли каждое живущее млекопитающее мужского пола за исключением Йорика Брауна, Амперсанда и доктора Матсумори, так и не был полностью объяснён. Некоторое количество возможных объяснений представлено по ходу повествования, но окончательный вывод делает читатель.
Вот несколько версий того, что вызвало чуму:
1. Гендерцид случился из-за проклятия, наложенного Зевсом. Из уст Анны Стронг прозвучала теория, что боги прокляли Елену за измену во время Троянской войны заточением в пустыне. Зевс предупреждал, что если кто-то осмелится освободить Елену, то погибнет в тысячу раз больше мужчин, чем за все десять лет Троянской войны. Амулет, который вывезла из Иордана 355, содержал в себе проклятие, и через секунду после того, как та вылетела с ним из его родного места, умерли почти все мужчины на Земле. Но эта версия неправдоподобна, поскольку навряд ли «иммунитет» Йорика спас бы его от «гнева богов».
2. Мужчины должны были исчезнуть как вид. Согласно морфогенетическим исследованиям доктора Матсумори, Y-хромосома разлагалась на протяжении сотен миллионов лет. Женщины должны были остаться, чтобы человечество перестало деградировать, а наоборот, стало прогрессировать. Однако женщины не могли обойтись без мужчин, ведь нужно размножаться. И как только на свет появился первый клон, все мужчины умерли. Именно то место, согласно подсчётам доктора, стало нулевой точкой распространения чумы. Но, опять же, если бы природа хотела, чтобы все мужчины вымерли, навряд ли «иммунитет» спас бы Йорика.
3. Пожалуй, самая правдоподобная версия. Группа Калпер распространила в Китае некий химический состав, который должен был предотвратить зачатие мальчиков у женщин. Таким образом они хотели подорвать экономику Китая на целое поколение. Однако произошло незапланированное — умерли все мужчины на Земле. Это бы объяснило подсчёты доктора. Но поскольку эту версию высказала генерал-лейтенант израильской армии Альтер, которая убила 355, Йорик не поверил ей.

## Экранизация
Телеканал FX снял сериал «Y. Последний мужчина» по комиксу. Шоураннером выступил Майкл Грин (сценарист фильмов «Логан», «Бегущий по лезвию 2049»), а в главной роли выступил Бен Шнетцер. Премьера состоялась в сентябре 2021 года.

## Коллекционные издания
Серия была переиздана в формате книги в мягком переплёте.
| №  | Название            | ISBN               | Дата выхода          | Содержит                  |
| -- | ------------------- | ------------------ | -------------------- | ------------------------- |
| 1  | Unmanned            | ISBN 1-56389-980-9 | 2 января 2003 года   | «Y: The Last Man» № 1—5   |
| 2  | Cycles              | ISBN 1-4012-0076-1 | 1 сентября 2003 года | «Y: The Last Man» № 6—10  |
| 3  | One Small Step      | ISBN 1-4012-0201-2 | 1 апреля 2004 года   | «Y: The Last Man» № 11—17 |
| 4  | Safeword            | ISBN 1-4012-0232-2 | 1 декабря 2004 года  | «Y: The Last Man» № 18—23 |
| 5  | Ring of Truth       | ISBN 1-4012-0487-2 | 13 июля 2005 года    | «Y: The Last Man» № 24—31 |
| 6  | Girl on Girl        | ISBN 1-4012-0501-1 | 23 ноября 2005 года  | «Y: The Last Man» № 32—36 |
| 7  | Paper Dolls         | ISBN 1-4012-1009-0 | 1 мая 2006 года      | «Y: The Last Man» № 37—42 |
| 8  | Kimono Dragons      | ISBN 1-4012-1010-4 | 22 ноября 2006 года  | «Y: The Last Man» № 43—48 |
| 9  | Motherland          | ISBN 1-4012-1351-0 | 9 мая 2007 года      | «Y: The Last Man» № 49—54 |
| 10 | Whys and Wherefores | ISBN 1-4012-1813-X | 1 июля 2008 года     | «Y: The Last Man» № 55—60 |

После своего завершения серия была повторно выпущена в формате книги увеличенного размера в твёрдом переплёте. Во все пять томов также были включены альтернативные обложки.
| № | Название          | ISBN               | Дата выхода          | Содержит                  |
| - | ----------------- | ------------------ | -------------------- | ------------------------- |
| 1 | Deluxe Book One   | ISBN 1-4012-1921-7 | 28 октября 2008 года | «Y: The Last Man» № 1—10  |
| 2 | Deluxe Book Two   | ISBN 1-4012-2235-8 | 6 мая 2009 года      | «Y: The Last Man» № 11—23 |
| 3 | Deluxe Book Three | ISBN 1-4012-2578-0 | 13 апреля 2010 года  | «Y: The Last Man» № 24—36 |
| 4 | Deluxe Book Four  | ISBN 1-4012-2888-7 | 12 октября 2010 года | «Y: The Last Man» № 37—48 |
| 5 | Deluxe Book Five  | ISBN 1-4012-3051-2 | 3 мая 2011 года      | «Y: The Last Man» № 49—60 |

## Награды и премии
Десятый том «Whys and Wherefores» коллекционного издания комикса «Y: The Last Man» был претендентом на первую премию Хьюго в номинации «Лучшая графическая история».
В 2008 году «Y: The Last Man» выиграл премию Айснера в номинации «Лучшая продолжающаяся серия».

## Критика и отзывы
- В мае 2011 года главный герой Y: The Last Man, Йорик Браун, занял 24 место в списке 100 лучших героев комиксов по версии IGN[3].
- Дэн Филлипс из IGN дал последнему выпуску оценку 9,7 из 10 и написал, что завершение комикса «настолько близко к идеальному финалу, насколько вы, вероятно, видели где-либо в истории комиксов»[4].
- Кэт Вятт из Comic Book Resources отмечал, что «Y: The Last Man — трагическая, грустная история», и выделил 10 самых душераздирающих моментов[5].
- Журналисты «Мира фантастики» включили серию в топ лучших комиксов 2018 года[6].